# Rhabdothermincola salaria
Rhabdothermincola salaria es una especie de bacteria grampositiva del género Rhabdothermincola. Fue descrita en el año 2022. Su etimología hace referencia a la sal. Es aerobia. Tiene un tamaño de 0,5 μm de ancho por 1,1 μm de largo. Catalasa y oxidasa positiva. Forma colonias pequeñas, redondas, lisas, amarillas y bordes lisos en agar marino. No crece en agar LB, R2A ni TSA. Temperatura de crecimiento entre 28-37 °C, óptima de 37 °C. Tiene un genoma de 3,9 Mpb y un contenido de G+C de 71,8%. Se ha aislado de sedimentos salados del lago Barkol en China. 